# اچ‌اس‌وی کلاب‌اسپورت

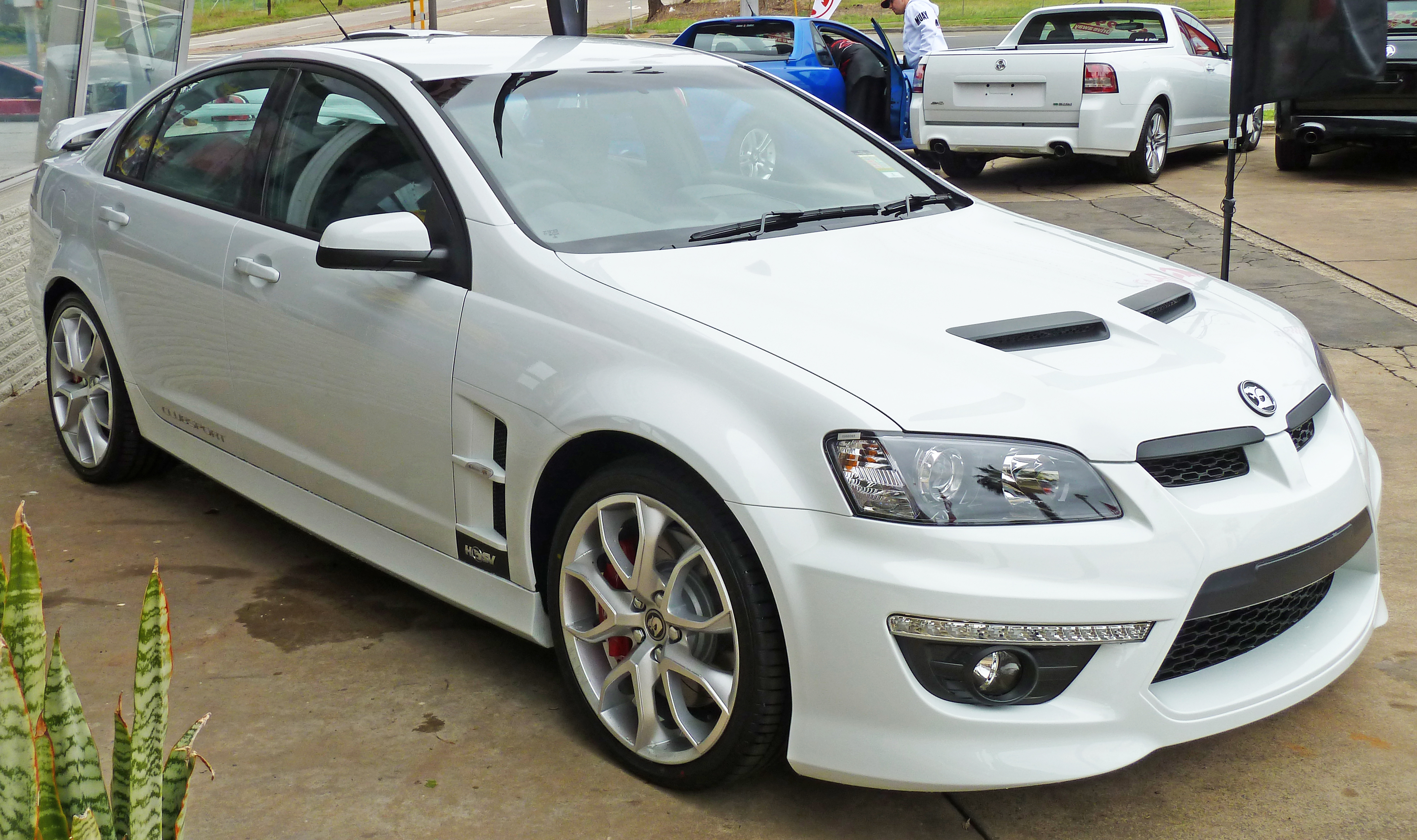

اچ‌اس‌وی کلاب‌اسپورت (HSV Clubsport) خودرویی است که از سال ۱۹۹۰ تا کنون توسط شرکت استرالیایی اچ‌اس‌وی (Holden Special Vehicles) تولید شده‌است.
این خودرو در کلاس خودرو سایز بزرگ قرار گرفته و طراحی آن خودروهای موتور جلو-محور عقب بوده است. سیستم جعبه‌دندهٔ آن ۶ دنده به صورت دستی است.